# Bulbophyllum tigridum
Bulbophyllum tigridum là một loài thực vật có hoa trong họ Lan. Loài này được Hance mô tả khoa học đầu tiên năm 1883.